# N-benzylanilin
N-Benzylanilin je organická sloučenina, za běžných podmínek žlutá pevná látka s vysokou teplotou varu. Má funkční vzorec C6H5-CH2-NH-C6H5. Rozpouští se v diethyletheru a ethanolu.

## Příprava
N-benzylanilin se připravuje reakcí karbonylové sloučeniny s aminem za vzniku iminu a následné redukce tetrahydridoboritanem sodným.

## Využití
N-Benzylanilin je hlavním metabolitem antihistaminika antazolinu a dalších N-substituovaných benzylanilinů.
Patří k chemickým činidlům pro analýzu bojových chemických látek a průmyslových škodlivin.